# 1719 Jens
Az 1719 Jens (ideiglenes jelöléssel 1950 DP) a Naprendszer kisbolygóövében található aszteroida. Karl Wilhelm Reinmuth fedezte fel 1950. február 17-én, Heidelbergben.